# Kalevi Sorsa
Kalevi Sorsa, né le 21 janvier 1930 à Keuruu et mort le 16 janvier 2004 à Helsinki, est un homme d'État finlandais.
Il est Premier ministre de Finlande à quatre reprises au cours des années 1970 et 1980 et est à ce jour le premier ministre finlandais resté le plus longtemps en poste. 
Il est membre du Parti social-démocrate,.

## Biographie

### Enfance et jeunesse
Kalevi Sorsa naît le 21 décembre 1930 à Keuruu. 
Il fréquente l'école primaire de Joutsa puis il commence l'école secondaire à Jyväskylä et la termine à Lappeenranta, car le travail du père oblige la famille à déménager. 
En plus de l'école, Kalevi Sorsa effectue des travaux de sylviculture,.
Ses passe-temps littéraires le mènent à devenir stagiaire dans un journal, et en 1949, il commence des études de journalisme à l'Université sociale d'Helsinki. 
En 1957, Kalevi Sorsa obtient son diplôme de journalisme.
Il a financé ses études en travaillant comme journaliste pour Työväen Sanomalehtien Tietotoimisto, pour la revue  social-démocrate Demokraatti et pour la revue Työläisnuoriso appelée plus tard Vihuri.
De plus, Kalevi Sorsa a travaillé sur des chantiers de construction et a participé à la construction, entre autres, des villages olympiques de Käpylä et de Koskela ou de la centrale électrique de Salmisaari.
En 1963, Kalevi Sorsa obtient un baccalauréat universitaire en sciences sociales de l'Université de Tampere avec une spécialisation en littérature finlandaise.
Le sujet de sa thèse de maîtrise de Sorsa était : les causes de la guerre civile finlandaise à la lumière du roman Putkinotko de Joel Lehtonen.
En 1956, après son service militaire, Kalevi Sorsa est recruté par les Éditions Tammi. 
Kalevi Sorsa y édite, entre-autres, les mémoires de l'ancien ministre de l'Intérieur Yrjö Leino intitulées Kommunisti sisäministerinä (Ministre communiste de l'Intérieur) et a rejeté la demande de Kalle Päätalo de publier son premier roman aux Éditions Tammi,.

### Les années parisiennes 1959–1965
De 1959 à 1965, Kalevi Sorsa s'installe à Paris avec sa femme Irène pour devenir fonctionnaire au sein de l'Organisation des Nations Unies pour l'éducation, la science et la culture. 
Selon le chercheur Simo Laaksovirta, le temps passé à Paris a été une période très importante pour Sorsa : il a appris à bien connaître la langue et la culture françaises, a fait la connaissance des politiciens français et a noué des amitiés pour la vie.
En vivant en France, Kalevi Sorsa s'est éloigné de la politique intérieure finlandais et est resté a l'écart des conflits internes du parti social-démocrate de Finlande. 
De Paris, Kalevi Sorsa revient en Finlande pour devenir le Secrétaire général de la Commission finlandaise de l'UNESCO et le directeur adjoint du département des affaires internationales du Ministère de l'éducation.

### Premier ministre de quatre gouvernements
Kalevi Sorsa a été Premier ministre dans quatre gouvernements: le gouvernement Sorsa I en 1972–1975, le gouvernement Sorsa II en 1977–1979, le gouvernement Sorsa III en 1982–1983 et le gouvernement Sorsa IV en 1983–1987.
Kalevi Sorsa a été Premier ministre pendant 3 653 jours, soit environ 10 ans. 
Dans le même temps, la société finlandaise est devenue un État-providence, le pays est passé d'une société agricole traditionnelle à une société industrielle et de services, les services publics ont été développés et la sécurité sociale a été améliorée. 
Parmi les autres solutions sociétales majeures figuraient la mise en place d'une école primaire, le développement de garderies et la rédaction de la loi sur la santé publique.
En outre, de nouvelles agences gouvernementales ont été fondées dont l'agence pour la santé et la sécurité au travail. 
La Finlande est devenue plus égalitaire sur le plan social et éducatif et a prospéré. 
Le gouvernement Sorsa I, en particulier, a mené une politique de réforme vigoureuse, conduite conjointement par le Premier ministre et le vice-premier ministre et ministre des Finances Johannes Virolainen.
La récession déclenchée par la crise pétrolière a conduit aux mesures de relance du gouvernement Sorsa II. 
En septembre 1977, l'esprit de solidarité nationale et de consensus a régné lors du séminaire de Korpilampi (fi), qui a réuni des représentants du monde des affaires, des employeurs, du mouvement syndical et des pouvoirs publics.
La création du ministère de l'Environnement a été préparée et lancée sous les gouvernements Sorsa dans les années 1980.
Pendant les gouvernements Sorsa I et II, la relation entre Kalevi Sorsa et Johannes Virolainen est devenue très étroite et de confiance. 
Pour cette raison, certains partisans du Parti du centre ont critiqué Johannes Virolainen pour sa volonté de faire des compromis sur des questions importantes en raison de sa coopération avec Kalevi Sorsa.
Le mandat du deuxième gouvernement de Sorsa, qui a duré de 1977 à 1979, a été difficile. 
La reprise de l'économie après la récession économique du milieu de la décennie a nécessité une réaction qui a provoqué de nombreuses critiques dans la sphère publique alors que l'effet des mesures prises n'a pas été visible immédiatement.
Au cours de l'hiver 1979, il est apparu que l'économie de la Finlande avait entamé sa reprise grâce à la politique de relance du gouvernement Sorsa.
Le succès de la politique économique du deuxième gouvernement Sorsa est en grande partie dû à son ministre des Finances Paul Paavela. 
À la suite de la dévaluation du mark finlandais au début de 1978, il a accepté de reporter les augmentations de salaire déjà convenues avec les syndicats.
La politique économique de Paul Paavela a été soutenue par le Premier ministre Kalevi Sorsa et par Arvo Aalto de la Ligue démocratique du peuple finlandais, qui a accepté le poste difficile de ministre de l'Emploi.
Après l'élection présidentielle de 1982, Kalevi Sorsa revient en tant que Premier ministre, d'abord avec une certaine réticence. 
Un an plus tard seulement, de nouvelles élections législatives se profilaient et le SDP ne voulait pas donner l'impression qu'il avait détourné les postes clés pour assurer son succès électoral. 
Après que Paavo Väyrynen, le président du parti du Centre, agissant en tant que ministre des Affaires étrangères du gouvernement Koivisto II, eut indiqué que son parti n'accepterait pas les postes de premier ministre et de ministre des Affaires étrangères du nouveau gouvernement, Kalevi Sorsa a accepté de reprendre des responsabilités.
Le gouvernement Sorsa III est bâti sur le soi-disant front du peuple, mais à la fin de 1982, la Ligue démocratique du peuple finlandais, qui souffrait d'une fragmentation interne croissante, a quitté le gouvernement après avoir voté contre l'augmentation du financement de la défense. 
En mai 1982, Kalevi Sorsa a dépassé l'ancienneté d'Urho Kekkonen  au poste de Premier ministre finlandais.
Le grand gagnant des élections législatives de 1983 (fi) est le Parti rural de Finlande. 
Immédiatement après l'élection, Kalevi Sorsa s'assure auprès président du SMP, Pekka Vennamo, que son parti acceptera de participer à la formation du nouveau gouvernement. 
C'est, d'une part, une récompense pour le SMP pour son soutien à l'élection présidentielle de Mauno Koivisto, et, d'autre part, l'objectif était de s'assurer du soutien des partisans de Pekka Vennamo à la ligne politique de gauche.
Kalevi Sorsa et le secrétaire du parti Erkki Liikanen pensent, qu'avec le SMP au gouvernement, le SDP peut jouer contre le Parti du centre et le Parti populaire suédois.
Les relations entre Kalevi Sorsa et Pekka Vennamo, qui est devenu le deuxième ministre des Finances, se sont avérées efficaces pendant le mandat du gouvernement, et bien que le Parti du centre ait tenté de contraindre les partisans de Vennamo à coopérer avec les "groupes intermédiaires" par un accord écrit, le groupe ministériel composé de deux membres du SMP a pratiquement toujours voté aux côtés du SDP.
Le seul prix que le SDP a dû payer pour sa coopération avec le parti de Pekka Vennamo a été des désaccords occasionnels de Veikko Vennamo, président du groupe parlementaire SMP, lors de la gestion de la pension complémentaire des anciens combattants dans le cadre du débat budgétaire de l'automne 1985 et des retombées de  la catastrophe nucléaire de Tchernobyl au printemps 1986,.
En septembre 1984, Kalevi Sorsa est le troisième Premier ministre de Finlande après Urho Kekkonen et Ahti Karjalainen à effectuer une visite officielle en Union soviétique.
À l'automne 1986, à la fin du mandat du gouvernement Sorsa IV, il y a des signes de rupture dans la coopération de longue date entre le SDP et le Parti du centre.
En octobre 1986, Kalevi Sorsa accuse le Parti du centre et son président, le ministre des Affaires étrangères Paavo Väyrynen, d'avoir détruit la coopération Kesk.-SDP et pour avoir détruit l'héritage politique du président Urho Kekkonen.

### Parlement et Banque de Finlande
Le mandat du gouvernement Sorsa IV a pris fin au moment des élections législatives de 1987.
Le gouvernement Sorsa IV était le plus long gouvernement de Finlande après avoir dépassé le gouvernement Kivimäki, qui avait tenu le record pendant plus d'un demi-siècle. 
Après les élections de 1987, un gouvernement dirigé par Harri Holkeri est formé avec le Parti de la coalition nationale et le Parti social-démocrate, dont Kalevi Sorsa est le ministre des Affaires étrangères.
Lors d'une réunion du parti en juin 1987, Kalevi Sorsa démissionne de son poste de président du SDP et Pertti Paasio, le fils de Rafael Paasio, a été élu président du groupe parlementaire du SDP.
La carrière parlementaire de Kalevi Sorsa a eu son apogée lors de sa présidence du Parlement de 1989 à 1990.
À la fin de sa carrière politique, Kalevi Sorsa a été nommé au conseil d'administration de la Banque de Finlande en 1987. 
Il y a travaillé jusqu'en 1996, quand il a pris sa retraite. 
Son mandat à la Banque de Finlande a été marqué par la profonde récession (fi) et la crise bancaire (fi) des années 1990, qui ont conduit à la liquidation et à la fusion de nombreuses banques.

## Influenceur de la politique étrangère

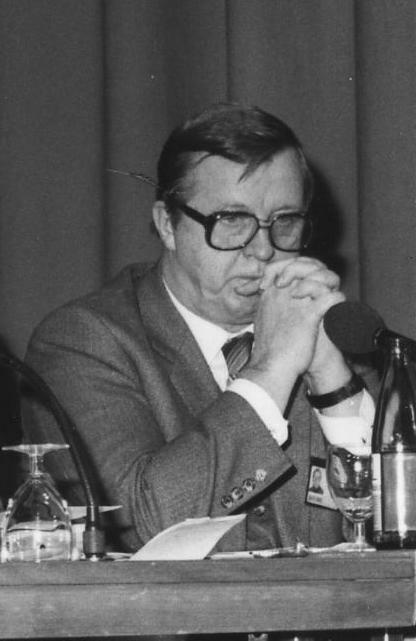
Le Premier ministre Kalevi Sorsa en 1983 au Forum de Davos.

Kalevi Sorsa était incontestablement un important influenceur de la politique étrangère et de sécurité finlandaise. 
En tant que Premier ministre et chef de parti, Kalevi Sorsa était automatiquement impliqué dans la prise de décision en matière de politique étrangère.
Kalevi Sorsa a été ministre des Affaires étrangères à trois reprises, en 1972, 1975-1976 et 1987-1989, et président du Comité des affaires étrangères (fi) en 1970-1972, 1976-1977 et 1979-1982.
On a estimé que Urho Kekkonen n'aurait pas pu poursuivre sa politique étrangère dans les années 1970 sans l'aide des sociaux-démocrates car il avait besoin des nombreux contacts internationaux des sociaux-démocrates. 
D'un autre côté, l'exercice du pouvoir national du SDP n'aurait pas abouti sans la contribution du président. 
Les relations confidentielles d'Urho Kekkonen et Kalevi Sorsa se matérialisent, par exemple, dans le processus de négociation de l'Organisation pour la sécurité et la coopération en Europe et la question de la reconnaissance allemande.
Un lien important entre Urho Kekkonen et Kalevi Sorsa était assuré par le stratège de politique étrangère du parti Jaakko Kalela, qui depuis 1973 a été l'assistant spécial du président Kekkonen en politique étrangère.
Kalevi Sorsa aussi a rencontré Urho Kekkonen au moins une fois par semaine.
Après la Seconde Guerre mondiale, l'une des activités les plus importantes de la politique étrangère de la Finlande a été d'organiser les relations avec son voisin oriental, l'Union soviétique, et après son éclatement avec la Russie. 
Kalevi Sorsa était peut-être la personne la plus centrale dans la gestion de ces relations entre la Finlande et la Russie à travers ses fonctions politiques après Urho Kekkonen et aux côtés du président Mauno Koivisto.
Kalevi Sorsa a participé à la gestion des relations entre la Finlande et l'union soviétique d'abord en tant que secrétaire du parti social-démocrate, puis en tant que ministre des Affaires étrangères du Gouvernement Paasio II, et par la suite en tant que président, premier ministre et ministre des Affaires étrangères. 
Les contacts avec la Russie ont porté sur diverses questions, dont les plus importantes étaient la politique extérieure et le commerce extérieur.
Ses activités de politique étrangère ont provoqué des frictions entre Kalevi Sorsa et le président Mauno Koivisto. Le problème n'était pas que Sorsa et Koivisto avaient été concurrents au poste de Président, mais que le contexte exigeait un changement des pratiques établies à l'époque d'Urho Kekkonen. 
Mauno Koivisto a une conception différente de l'exercice du pouvoir. Il pense que le Parlement et le gouvernement doivent pleinement jouer leur rôle et qu'il ne doit traiter que les problèmes spécifiquement confiés au Président de la République.
Ce principe, qui avait été aménagé à l'époque d'Urho Kekkonen, a en fait amené le gouvernement à traiter beaucoup plus de questions qu'auparavant. 
Lorsque le pouvoir est ainsi passé du président au premier ministre, il a semblé que Kalevi Sorsa gérait tout. 
Cette impression a été renforcée par le fait qu'une grande partie de ce qui restait à résoudre par Mauno Koivisto était secret.
L'image publique de la tension des relations entre Koivisto et Sorsa a été que l'une des raisons pour lesquelles Mauno Koivisto, après avoir écarté le représentant finlandais Ahti Karjalainen de la Commission de coopération économique finlando-soviétique (fi) en mai 1983, a retardé la nomination du nouveau président de la commission pendant six mois.
Les industriels voulaient que Kalevi Sorsa prennent le poste, mais en même temps, certains ont commencé à dire que si Kalevi Sorsa obtenait aussi ce poste, il concentrerait trop de pouvoir dans ses mains. 
La procrastination de Mauno Koivisto a inquiété au sujet des relations de la Finlande avec la partie soviétique, et il était connu que le représentant soviétique à la commission, le Ministre du commerce extérieur d'URSS Nikolaï Patolitchev était déjà un homme âgé, dont la santé faiblissait.
Le changement du représentant finlandais de la Commission aurait également donné aux Soviétiques la possibilité de changer le leur, et si le président finlandais n'était pas d'un niveau suffisamment élevé, on craignait que l'Union soviétique abaisse le niveau du sien. Pour cette raison, Mauno Koivisto a finalement nommé Kalevi Sorsa en novembre 1983.
Kalevi Sorsa a présidé la Commission de coopération économique finno-soviétique de 1983 à 1989.
Dès le début, Kalevi Sorsa est actif pour l'intégration européenne. 
L’adhésion de la Finlande a la communauté européenne a été examinée, par exemple, au sein du Conseil consultatif pour l'intégration, dont Sorsa était membre en 1990–1994. 
Il a participé activement à la campagne d'adhésion à l'Union Européenne. 
La Conférence parlementaire de la mer Baltique a été créée à l'initiative de Kalevi Sorsa à Helsinki en 1991.

## Missions internationales
Dans sa jeunesse, Kalevi Sorsa participe à de nombreux événements internationaux.
Travailler à Paris à l'UNESCO lui a permis d'approfondir ses capacités à agir à l'international et ses relations européennes.
Kalevi Sorsa devient un « poids lourd » de la politique étrangère et de sécurité internationale en 1978, quand il est élu pour diriger le groupe de travail sur le désarmement de l’Internationale socialiste. 
Sorsa a accueilli, entre autres, la Conférence sur le désarmement de l'Internationale socialiste à Helsinki en 1978.
Kalevi Sorsa préside le Groupe de travail sur le désarmement de 1978 à 1980 et le Conseil consultatif du désarmement (SIPSAD) de 1980 à 1996. 
Un groupe de travail sur le désarmement dirigé par Kalevi Sorsa a rencontré le président américain Jimmy Carter en 1980.
À l'automne 1981, le groupe de travail devenu le Conseil consultatif du désarmement a sollicité une conférence du nouveau président Ronald Reagan, mais le climat politique des relations entre superpuissances s'était tendu depuis la visite précédente et le Conseil n'a pu rencontrer aucun des ministres du gouvernement Reagan. 
La rencontre avec les dirigeants américains n'a eu lieu qu'à un niveau subalterne au Pentagone.
Offensé par le traitement du Conseil, Kalevi Sorsa a déclaré que l'assouplissement de la coopération internationale ne se poursuivraient pas tant que Reagan serait président des États-Unis. 
Il est surpris lorsque sa déclaration a fait l'objet d'une protestation de l'ambassadeur américain à Helsinki.
Kalevi Sorsa lui-même estime qu'il n'a fait qu'une évaluation réaliste. 
À la même époque, Kalevi Sorsa est vice-président de l'Internationale socialiste et il en sera  nommé président d'honneur en 1996.
En tant que président du groupe de travail sur le désarmement, Kalevi Sorsa est au cœur du débat sur la politique de sécurité, et son cercle d'amis comprend des sociaux-démocrates devenus d'éminents dirigeants européens, tels que Willy Brandt, Harold Wilson et Olof Palme.
Kalevi Sorsa a aussi des relations personnelles de haut niveau à Moscou et à Washington et il maintient des contacts très étroits avec les partis frères nordiques.
Une autre organisation internationale majeure dans laquelle Kalevi Sorsa est actif est le Conseil d'interaction des anciens chefs d'État et de gouvernement (en).
Il a été invité à rejoindre ce conseil d'anciens hommes d'État travaillant pour la solidarité internationale en 1994, et il a maintenu son adhésion jusqu'à sa mort. L'organisation a préparé une grande « Déclaration universelle des responsabilités humaines » qu'elle cherche à faire adopter parallèlement à la Déclaration universelle des droits de l'homme des Nations unies. 
Kalevi Sorsa a participé activement aux activités et aux réunions de l'organisation à travers le monde.
À l'automne 1982, Kalevi Sorsa a l'idée d'inviter Yasser Arafat, le chef de l'Organisation de libération de la Palestine (OLP), à venir en Finlande dans le but de montrer sa solidarité avec les Palestiniens après le massacre de Sabra et Chatila. 
Après avoir reçu l'approbation du président Mauno Koivisto, Kalevi Sorsa contacte Johannes Virolainen, qui participe à la réunion de l'Union interparlementaire, et lui demande son aval. 
Cependant, au même moment, le ministre des Affaires étrangères Pär Stenbäck se trouve à l'Assemblée générale des Nations unies à New York et après avoir entendu parler de l'affaire, il est offusqué d'avoir été ignoré. 
À la suite de cette contestation, personne n'a invité Yasser Arafat en Finlande.
Kalevi Sorsa rencontrera Yasser Arafat en Tunisie à l'occasion de sa visite officielle effectuée en mars 1984 et en a discuté pendant environ une demi-heure. 
La tension a été illustrée par le fait que le gouvernement israélien, par l'intermédiaire de son ambassadeur à Helsinki, a immédiatement exprimé son « profond mécontentement » face à la rencontre entre Kalevi Sorsa et Yasser Arafat.
Le gouvernement finlandais a répondu que l'affaire n'affecterait en aucune manière l'attitude de la Finlande envers les deux camps du conflit israélo-palestinien.
La visite de Yasser Arafat à Helsinki a finalement eu lieu en janvier 1989, avec comme hôte Kalevi Sorsa, en qualité de ministre des Affaires étrangères du Gouvernement Holkeri.

## Critiques
Alpo Rusi (fi) évalue de manière critique les relations de Kalevi Sorsa avec l'Union soviétique et les représentants soviétiques dans son article paru dans la revue Kanava (fi).
L'article est basé sur l'ouvrage Ferngelenkte Friedensbewegung publié en 2004 par les historiens allemands Michael Ploetz et Hans-Peter Müller, entre autres. 
En conclusion de l'article, Alpo Rusi écrit: « Kalevi Sorsa a peut-être été un problème caché de la censure de la finlandisation, dont l'interdiction de sa clarification empêche l'ouverture des réflexions et de la reconnaissance de l'ensemble de la finlandisation. »

## Reconnaissance

### Reconnaissance nationale
Kalevi Sorsa s'est vu offrir à plusieurs reprises le titre de Valtioneuvos, mais il a refusé de l'accepter, en évoquant son passé dans un mouvement ouvrier qui s'est traditionnellement abstenu de recevoir des honneurs.
Tout au long de sa vie, Kalevi Sorsa s'est refusé à une reconnaissance publique pour son travail et ses réalisations, mais il a accepté le doctorat honoris causa de l'université technologique de Tampere en 1987 et le doctorat honoris causa en administration publique de l'université de Tampere en 1992.
En 1985, Kalevi Sorsa accepte de recevoir du président Mauno Koivisto, la grand-croix de l'ordre de la Rose blanche, bien qu'il ait été rétif au sujet des décorations,.
La présidente Tarja Halonen a décerné à Kalevi Sorsa la 1re classe de l'Ordre de la croix de la Liberté, qu'il a aussi acceptée.
Au cimetière d'Hietaniemi (U25-12-1), la pierre tombale, sculptée par Kimmo Pyykö et nommée Elämäkaari, a été dévoilée en l'honneur de Kalevi Sorsa.

### Reconnaissance internationale
Les autres signes de reconnaissance internationale sont:
- Chevalier grand-croix de l'ordre d'Orange-Nassau, Pays-Bas
- Grand-croix de l'ordre du Faucon, Islande
- Chevalier grand-croix de l'ordre royal de l'Étoile polaire, Suède
- Grand-croix de l'ordre du Mérite de la république de Pologne
- Chevalier grand-croix de l'ordre de Dannebrog, Danemark
- Grand-croix de l'ordre national du Mérite, France
- Chevalier grand-croix de l'ordre d'Isabelle la Catholique, Espagne
- Grand-croix de l'ordre national de la Croix du Sud, Brésil

## Écrits de Kalevi Sorsa
- (fi) Kansanvallan kysymyksiä, Helsinki, Éditions Tammi, 1974, (ISBN 951-30-3240-X)
- (fi) Paikallisjunalla Eurooppaan, Helsinki, Éditions Otava, 1991 (ISBN 951-1-11461-1)
- (fi) Uusi itsenäisyys, Helsinki, Éditions Otava, 1992 (ISBN 951-1-11462-X)
- (fi) Vallan muuttuvat kuviot: Näkökohtia Suomen valtiosääntöön ja presidentin valtaoikeuksiin, Kuopio, Snellman-instituutti, 1993 (ISBN 951-842-132-3)
- (fi) Muistikuvia, mielikuvia, Helsinki, Éditions Otava, 1995 (ISBN 951-1-11463-8)
- (fi) Sisäänajo: Politiikan kuvioita 1969–1972, Helsinki, Éditions Otava, 1998 (ISBN 951-1-13265-2)
- (fi) Ihmisiä, ilmiöitä, Helsinki, Éditions Otava, 2000 (ISBN 951-1-16797-9)
- (fi) Kansankoti ja punamulta: Politiikan kuvioita 1972–1976, Helsinki, Éditions Otava, 2003 (ISBN 951-1-13266-0)

- (en) avec Alva Myrdal, Steps towards European nuclear disarmament, Spokesman Books, 1981 (ISBN 978-0851243047)